# Le Peuple (essai)
Pour les articles homonymes, voir Le Peuple.
Le Peuple est un essai de l'historien Jules Michelet publié en 1846. Il y fait le portrait apologétique du peuple français et montre comment les différentes classes sociales doivent renouer dans l'amour de la nation et la poursuite de la Révolution.

## Thèse
Thème central dans l'œuvre de Michelet, le peuple fait ici l'objet d'une démonstration en trois parties. L'historien part d'une peinture de mœurs inspirée des canons littéraires du romantisme, au point que cet essai est parfois qualifié d'« ouvrage de mœurs ». Il cherche ensuite dans la nature humaine l'invariant historique capable de conserver intacte la dignité du peuple français, avant de défendre la suprématie de la nation française et de l'idéal révolutionnaire qu'elle doit continuer de porter dans le monde.

### Introduction:à M. Edgard Quinet
Michelet s'insurge en introduction contre l'image que ses contemporains, et en particulier les écrivains, donnent des Français. Tandis que les romans français sont les plus lus en Europe, ce sont ceux qui donnent la plus mauvaise représentation de leur pays. La violence et la vulgarité sont montrées comme la règle chez les classes les plus modestes, alors qu'elles ne sont selon Michelet que l'exception.

### Première partie: du servage et de la haine
Michelet décrit avec de nombreux détails les conditions de vie et de travail des différentes parties qui composent le peuple, du paysan au bourgeois. Plus on monte dans l'échelle sociale, plus la vitalité diminue, et les bourgeois de 1846 sont décrits par Michelet comme d'anciens riches sur le déclin. Chaque élément du peuple est montré souffrant et capable d'une vie plus digne. À travers des considérations sociologiques et économiques, mêlées à une peinture du peuple faite d'images saisissantes, Michelet remonte parfois jusqu'au Moyen Âge pour expliquer la rapide dégradation des conditions économiques et de l'harmonie sociale.

### Deuxième partie: de l'affranchissement par l'amour - La nature
Dans une visée plus philosophique, Michelet cherche ensuite à montrer comment la nature humaine, guidée par l'amour et la fraternité, peut venir à bout des misères sociales. Ce sont les enfants, images de la pureté originelle de l'homme, qui incarnent l'idéal de revivification du peuple français.

### Troisième partie: de l'affranchissement par l'amour - La patrie
Enfin, Michelet analyse comment l'amour de la patrie et de la religion peuvent unir le peuple et réaliser l'idéal de confraternité promu par les révolutionnaires. Il affirme qu'une séparation de plus en plus grave s'opère entre les classes les plus pauvres de la société et la bourgeoisie, et que pauvres et riches doivent renouer par l'amitié dès l'enfance, à l'école. Par le retour à une éducation occupée de transmettre l'amour de la patrie, la France pourra achever l'œuvre entamée pendant la Révolution. C'est en effet à poursuivre l'esprit de la Révolution qu'en appelle Michelet, afin que la France conserve son prestige en Europe et sa puissance militaire face aux états voisins qui, selon lui, aspirent à détruire le pays et l'idéal de liberté et d'universalisme qu'il continue d'inspirer.

## Le peuple chez Michelet

### Naissance du peuple
Pour Michelet, le peuple se comprend comme la rencontre d'un groupe humain et d'un sol, un territoire géographique précis. La fusion de différentes « races » sur un même sol, et la lente appropriation de ce sol, fait naître un peuple. Pour ces raisons, Michelet considère que l'accès à la propriété par les paysans est un mouvement de fond essentiel pour comprendre l'histoire de France. Cette histoire est celle d'une libération progressive du peuple, quittant sa condition de servilité jusqu'à l'aboutissement que constitue la Révolution française. C'est la Révolution qui révèle véritablement l'unité du peuple, qui achève sa naissance, et c'est pourquoi il faut mener cette révolution à son terme.

### Force historique et morale du peuple
Dans cet essai comme ailleurs, Michelet affirme que le principal moteur des changements historiques, c'est le peuple. Or, les historiens ont méprisé les masses aux profits des récits centrés sur les grands personnages historiques. Cela n'est pas seulement source d'erreur pour la manière dont l'histoire est racontée, mais également une source d'erreur morale, car c'est l'esprit du peuple, pour Michelet, qui fonde le droit moral,.

## Un populisme savant
Influencé par le romantisme et par ses origines populaires, Michelet poursuit dans son œuvre un mouvement de valorisation du peuple, dont l'« instinct » est supérieur à celui des classes plus aisées. En parlant au nom du peuple, l'historien veut partager ses souffrances en même temps qu'il veut en élever l'esprit. SI Michelet explique la domination qui pèse sur les couches laborieuses du peuple, c'est qu'il entend poursuivre leur mouvement d'émancipation. Cela lui impose aussi de remettre en question son propre travail de scientifique, et de se justifier de la distance, sociale et culturelle, qui l'écarte du peuple. C'est un des objectifs de son introduction, dans laquelle il décrit son ascension sociale et mentionne sa culpabilité durant l'hiver ayant précédé la publication du Peuple : « Tu as chaud, les autres ont froid... cela n'est pas juste [...] Si tu travaillais avec le peuple, tu ne travaillerais pas pour lui... Va donc, si tu donnes à la patrie son histoire, je t'absoudrai d'être heureux. »
En ce sens, on peut parler de « populisme savant » chez Michelet, selon l'expression de Federico Tarragoni, qui le définit comme « une idéologie traversant le champ intellectuel, artistique et littéraire du romantisme européen au cours de la première moitié du XIXe siècle, structurée par l’impératif d'"aller au peuple". »

## Réception
Le Peuple est souvent considéré comme le meilleur essai de Jules Michelet. Dès sa publication, il a été vendu à plusieurs milliers d'exemplaires et traduit en anglais.

## Citations
- « Ce livre est plus qu'un livre ; c'est moi-même. »[11]

- « [...] l'œuvre capitale de la France : l'acquisition de la terre par le travailleur. [...] Ce fut une chevalerie, et la plus fière, celle de nos paysans-soldats... On dit que la Révolution a supprimé la noblesse ; mais c'est tout le contraire, elle a fait trente-quatre millions de nobles... Un émigré opposait la gloire de ses ancêtres ; un paysan, qui avait gagné des batailles, répondit : "Je suis un ancêtre !" Ce peuple est noble, après ces grandes choses ; l'Europe est restée roturière. »[12]
- « Le peuple qui paye le moins ceux qui instruisent le peuple (cachons-nous pour l'avouer), c'est la France. »[13]

## Table des matières
- Introduction : À M. Edgard Quinet
- I. Du servage et de la haine
  - I. Servitudes du paysan
  - II. Servitudes de l'ouvrier dépendant des machines
  - III. Servitudes de l'ouvrier[14]
  - IV. Servitudes du fabricant
  - V. Servitudes du marchand
  - VI. Servitudes du fonctionnaire
  - VII. Servitudes du riche et du bourgeois
  - VIII. Revue de la première partie - Introduction de la seconde
- II. De l'affranchissement par l'amour - La nature
  - I. L'instinct du peuple peu étudié jusqu'ici
  - II. L'instinct du peuple, altéré, mais puissant
  - III. Le peuple gagne-t-il beaucoup à sacrifier son instinct ?-  Classes bâtardes
  - IV Des simples - L'enfant, interprète du peuple
  - V. Suite - L'instinct naturel de l'enfant est-il pervers ?
  - VI. Digression - Instinct des animaux - Réclamation pour eux
  - VII. L'instinct des simples - L'instinct du génie - L'homme du génie est par excellence le simple, l'enfant et le peuple
  - VIII. Revue de la première partie - Introduction de la seconde
  - VIII. L'enfantement du génie - Type de l'enfantement social
  - IX. Revue de la seconde partie - Introduction à la troisième
- III. De l'affranchissement par l'amour - La Patrie
  - I. L'amitié
  - II. De l'amour et du mariage
  - III. De l'association
  - IV. La patrie - Les nationalités vont-elles disparaître ?
  - V. La France
  - VI. La France supérieure comme dogme, et comme légende - La France est une religion
  - VII. La foi de la Révolution - Elle n'a pas gardé la foi jusqu'au bout et n'a pas transmis son esprit par l'éducation
  - VIII. Nulle éducation sans la foi
  - IX. Dieu en la patrie - La jeune patrie de l'avenir - Le sacrifice